# Male Mîkilske (Mîkilske), Poltava
Male Mîkilske (în ucraineană Мале Микільське) este un sat în comuna Mîkilske din raionul Poltava, regiunea Poltava, Ucraina.

## Demografie
Componența lingvistică a localității Male Mîkilske
     Ucraineană (97,56%)
     Rusă (2,44%)
Conform recensământului din 2001, majoritatea populației localității Male Mîkilske era vorbitoare de ucraineană (97,56%), existând în minoritate și vorbitori de rusă (2,44%).